# Llibre de mecanismes enginyosos
El Llibre de mecanismes enginyosos (en àrab: كتاب الحيل, Kitab al-Hiyal) és una obra de mecànica, àmpliament il·lustrada, publicada al 850 per tres germans perses, anomenats  Banū Mūssā (Ahmad, Muhammad i Hassan bin Mussa ibn Shakir) que treballaven a la Casa de la Saviesa (Bayt al-Hikmah) de Bagdad, durant el regnat del califa abbàssida Al-Mutawàkkil. Descriu un centenar de mecanismes i autòmats, i com utilitzar-los.
L'obra fou un encàrrec del califa Al-Mamun, que donà instruccions als Banu Musa per a recopilar tot el saber referent a les obres grecollatines que s'havien preservat. Alguns dels artefactes s'inspiraven en obres d'Heró d'Alexandria i Filó de Bizanci, així com en l'antiga Pèrsia, la Xina i l'Índia. Molts altres eren invencions dels mateixos germans Banu Musa.